# Luce (película)
Luce es una película estadounidense de drama de 2019, dirigida por Julius Onah, a partir de un guion de Onah y J. C. Lee. Es protagonizada por Brian Bradley, Naomi Watts, Octavia Spencer, Kelvin Harrison Jr., Tim Roth, Norbert Leo Butz, Andrea Bang y Marsha Stephanie Blake. 
Tuvo su estreno mundial en el Festival de Cine de Sundance el 27 de enero de 2019. Fue estrenada el 2 de agosto de 2019 por NEON y Topic Studios. 

## Reparto
- Naomi Watts como Amy Edgar.
- Kelvin Harrison Jr. como Luce Edgar.
- Octavia Spencer como Harriet Wilson.
- Tim Roth como Peter Edgar.
- Brian Bradley como DeShaun Meeks.
- Andrea Bang como Stephanie Kim.
- Norbert Leo Butz como Dan Towson.
- Marsha Stephanie Blake como Rosemary Wilson.
- Noah Gaynor como Kenny Orlicki.
- Omar Brunson como Corey Johnson.
- Christopher Mann como entrenador Reeves.

## Producción
En noviembre de 2017, se anunció que Naomi Watts, Octavia Spencer, Kelvin Harrison Jr. y Tim Roth se habían unido al elenco de la película, con Julius Onah dirigiendo un guion de él y J. C. Lee. John Baker, Onah y Andrew Yang serían productores en la película junto a Rob Feng, Amber Wang y Lee, que serían productores ejecutivos bajo Dream Factory Group. En diciembre de 2017, Brian Bradley, también conocido como Stro, se unió al elenco de la película.

## Estreno
La película tuvo su estreno mundial en el Festival de Cine de Sundance el 27 de enero de 2019. Poco después, NEON & Topic Studios adquirieron los derechos de distribución de la película. Fue estrenada el 2 de agosto de 2019.